# V2 Records
Pour les articles homonymes, voir V2.
V2 Records initialement V2 Music puis Virgin 2, est un label discographique britannique créée en 1996 par Richard Branson, quatre ans après la revente de Virgin Records au groupe américain EMI.
V2 Records possède des sucursales au Royaume-Uni, en Allemagne, en France, aux États-Unis, en Italie, en Suisse, au Benelux, au Canada et est également représentée dans trente autres pays. En 1996, V2 Records rachète les labels Junior Boys Own Records, Gee Street Records et Big Cat Records.

## Histoire
Le label est fondé en 1996 par Richard Branson, cinq ans après avoir vendu Virgin Records à EMI. La direction de V2 était assurée par les mêmes personnes qui avaient construit le célèbre ballon de Branson et la position de contrôle était détenue par une société publique canadienne. La société est restructurée après avoir rencontré des difficultés financières, Branson prenant le contrôle et réinventant la marque.
Le label est détenu à 95 % par Morgan Stanley, le principal financier de la société, et à 5 % par Branson. Au fil des ans, V2 a acquis Gee Street Records, Junior Boy's Own, Blue Dog Records et Big Cat Records. Le label distribue également de nombreux labels, tels que Wichita, Fania, Luaka Bop, City Slang et Modular. Stereophonics est le premier groupe à signer sur le label.
V2 est présent en Australie, en Belgique, au Canada, en France, en Allemagne, en Italie, en Grèce, aux Pays-Bas, en Espagne, en Irlande, en Suède, au Royaume-Uni et aux États-Unis. Il était distribué aux États-Unis par BMG, mais il est remplacé par WEA peu de temps après la formation de Sony BMG. Son siège social était situé au 14 East 4th Street à Manhattan, l'ancien siège américain d'Island Records, qui se trouvait dans le même bâtiment que l'ancienne succursale de Tower Records à Greenwich Village.
En août 2007, V2 Music Group est vendu pour 7 millions de livres sterling à Universal Music Group. Par la suite, en octobre 2007, UMG associe les activités américaines de sa branche de distribution indépendante Fontana Distribution, connue sous le nom de Fontana International, à Cooperative Music de V2 Music, dont le siège est à Londres.
En 2013, PIAS rachète Cooperative Music (y compris V2) à Universal Music Group,.
En novembre 2022, Universal Music Group acquiert une participation de 49 % dans PIAS (y compris V2).

## Groupes et artistes
Des artistes comme Anaïs, Kristofer Åström, At the Drive-In, Babet, Bisso Na Bisso the Black Crowes, Bloc Party, Isabelle Boulay, The Bronx, Isobel Campbell, Cold War Kids, Carla Bruni, Charlélie Couture, the Cribs, Daphné, the Datsuns, dEUS, Dufresne, El Perro del Mar, Faf Larage, Fédération française de fonck, Fireside, Giant Sand, Alex Gopher, Grandaddy, the High Llamas, Idaho, Rickie Lee Jones, Katel, Christian Kjellvander, Lambchop, Mark Lanegan, Kirsty MacColl, Madness, Zézé Mago, Aimee Mann, Marcel et son orchestre, Marillion, Margot and the Nuclear So and So's, Syd Matters, Elli Medeiros, Melville, Mercury Rev, Jean-Louis Murat, Stina Nordenstam, Nosfell, OP8, Oshen, Passi, the Pipettes, Powderfinger, Powersolo, Chris Rea, Henri Salvador, Ron Sexsmith, Shivaree, Stereophonics, Didier Super, Superflu, Toots and the Maytals, Paul Weller et The White Stripes ont signé chez V2 Records.

## Logos

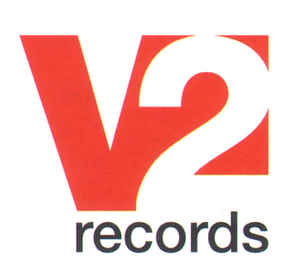
Logo de 1996 à 2007.
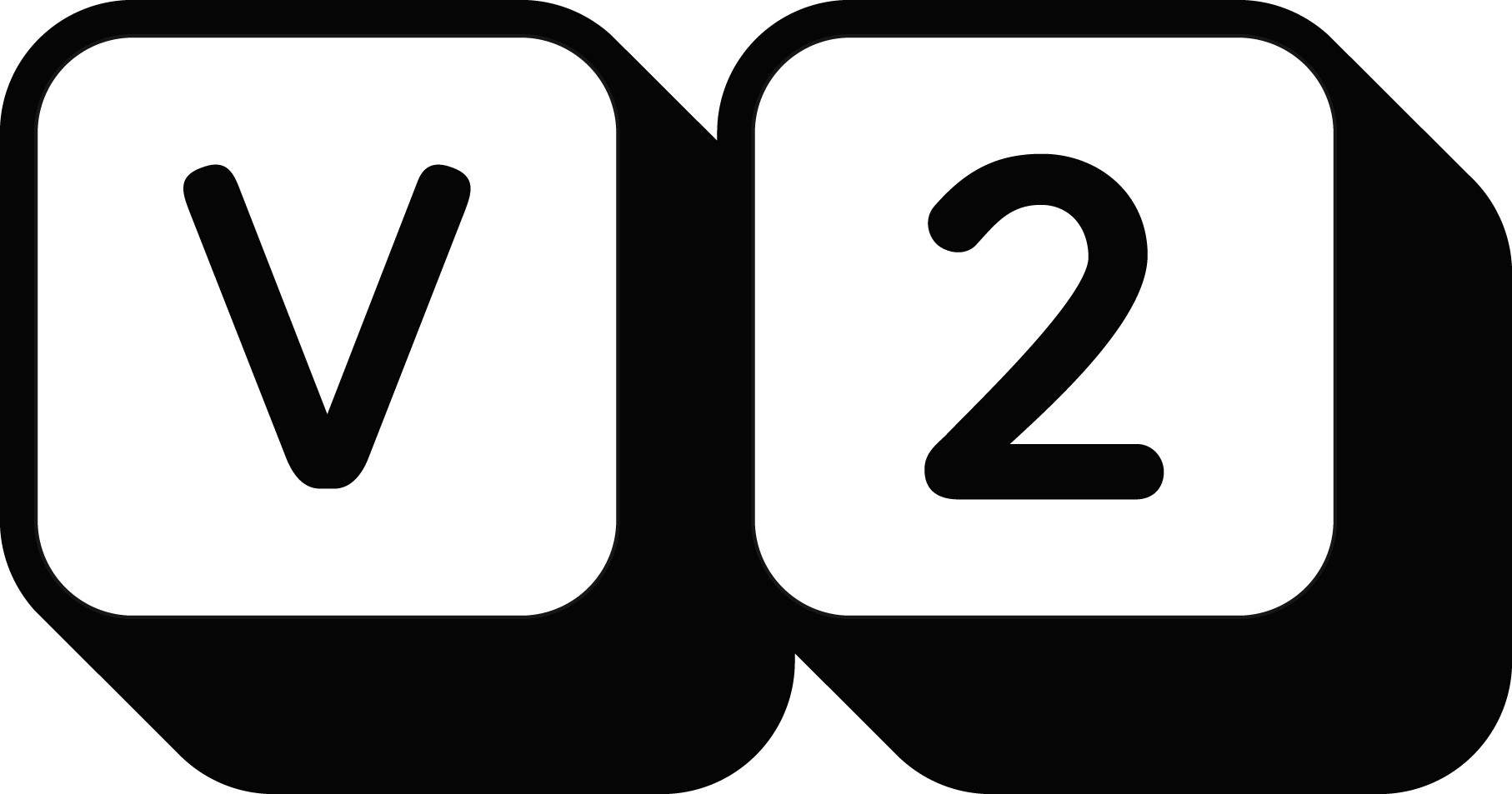
Logo de 2007 à 2019.
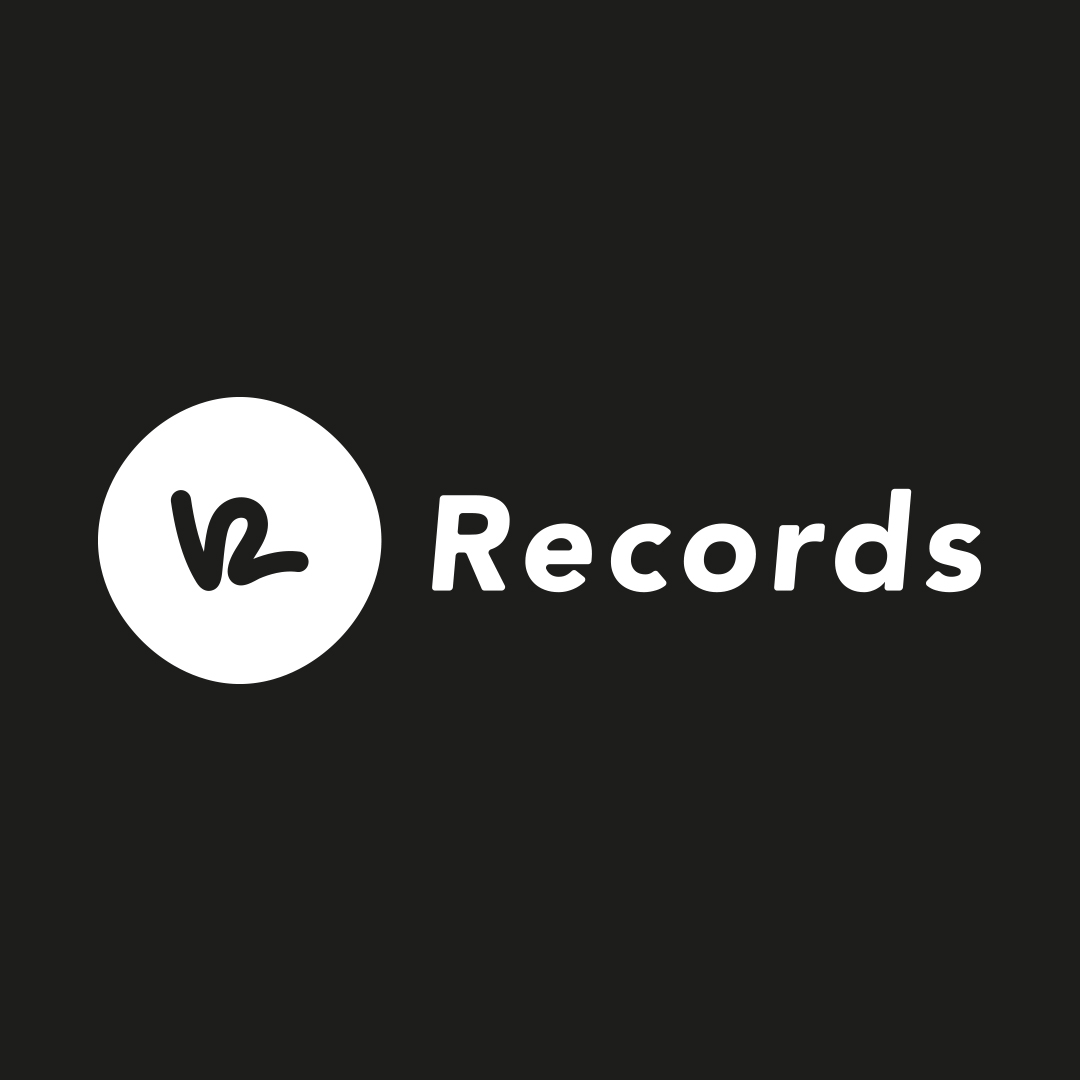
Logo de 2019 à 2022.
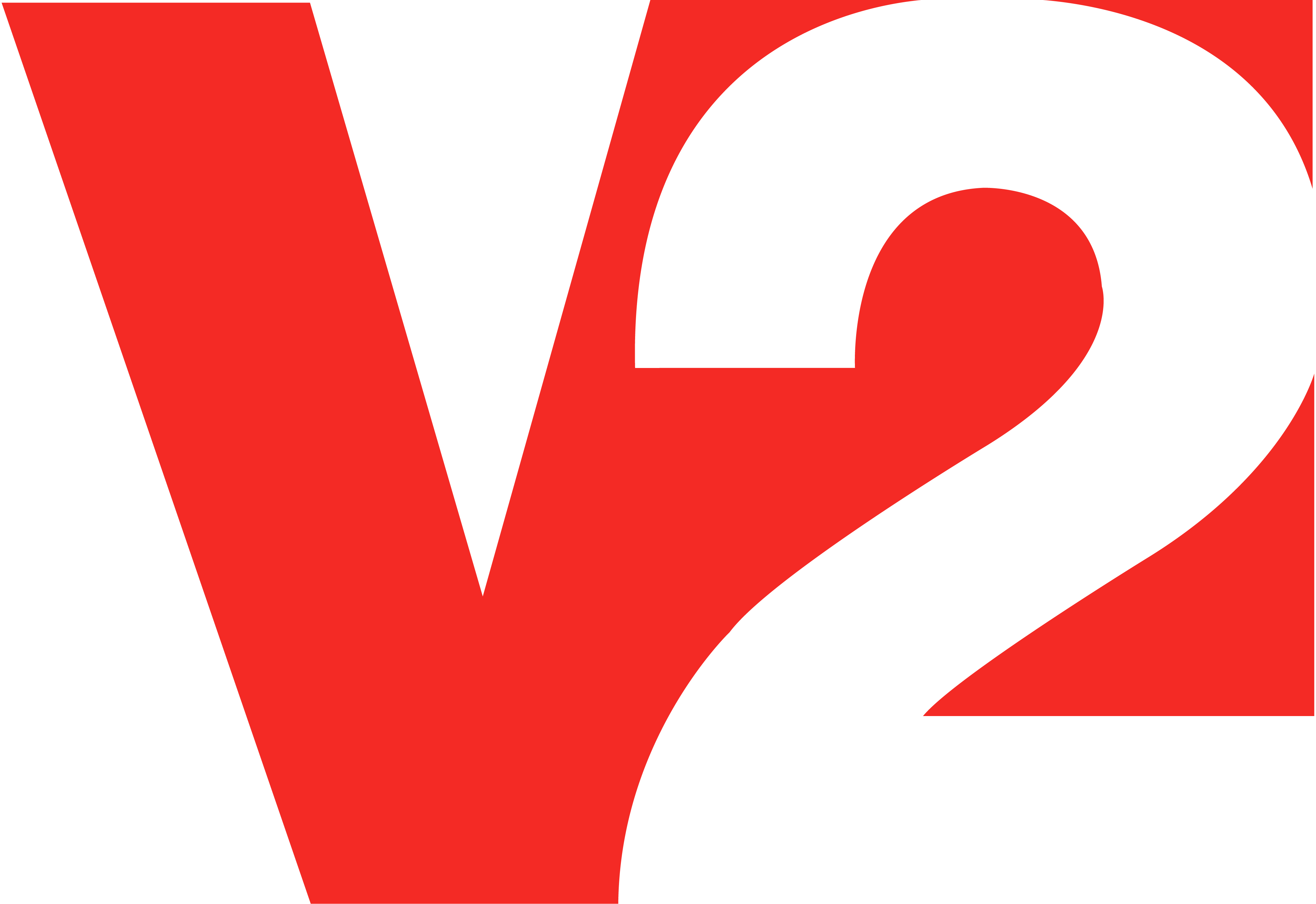
Logo depuis 2022.